# José Juan Barea

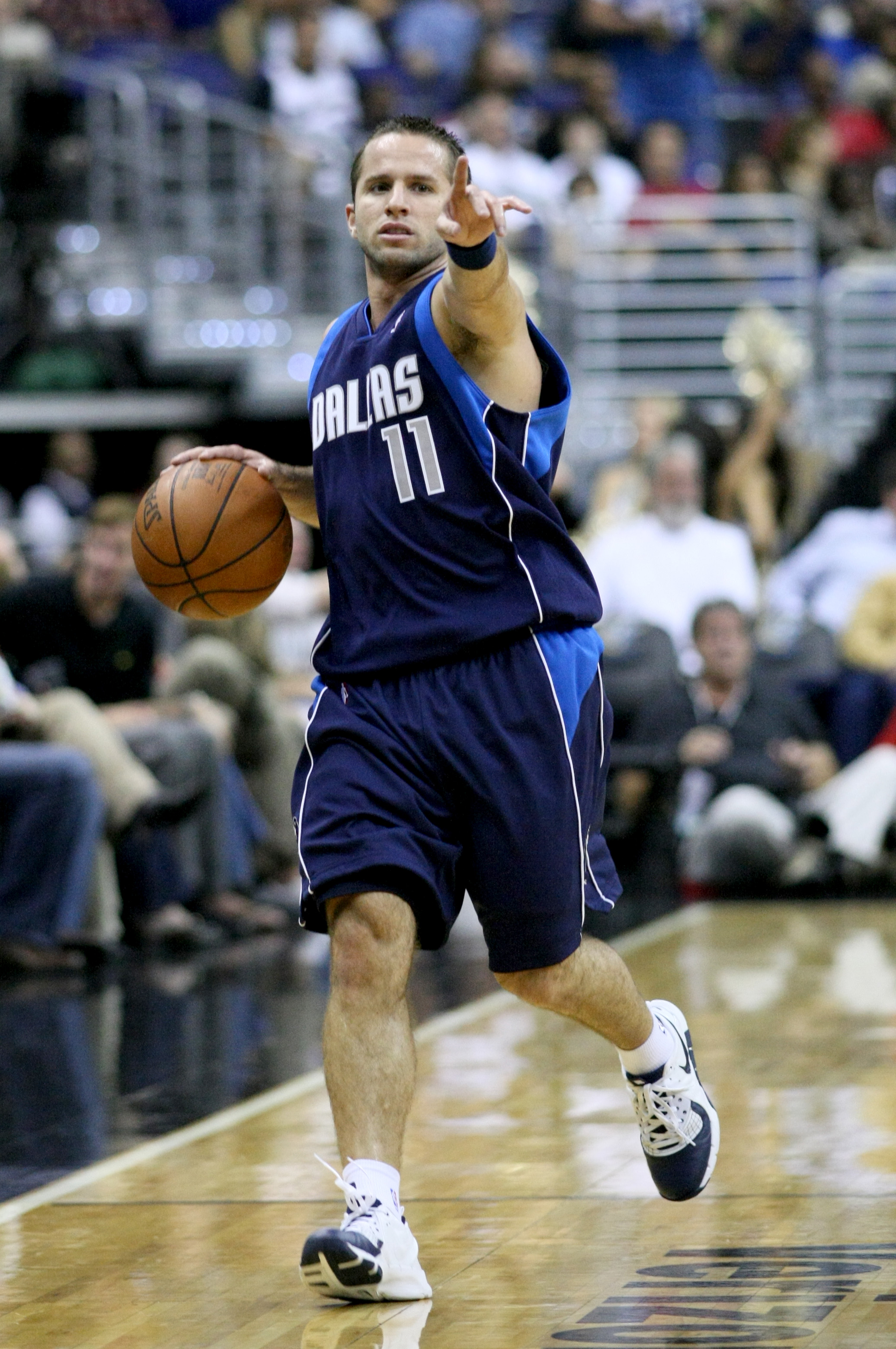
Barea w barwach Dallas Mavericks.

José Juan Barea Mora, znany również jako "J. J." Barea (ur. 26 czerwca 1984 w Mayagüez) – portorykański zawodowy koszykarz, występujący na pozycji rozgrywającego lub rzucającego obrońcy.
W wieku 17 lat zadebiutował w portorykańskiej lidze BSN. Dwa lata późnej rozpoczął naukę na uniwersytecie Northeastern. Studia zakończył w 2006. W tym samym roku wrócił do Portoryko. Latem podpisał kontrakt z Dallas Mavericks. Część pierwszego sezonu na parkietach NBA spędził w D-League. W 2011 roku wraz z ekipą z Dallas dotarł do finału NBA, w którym pokonali Miami Heat, zostając mistrzem NBA.
Przed sezonem 2011/12 został zawodnikiem Minnesota Timberwolves. 27 października 2014 Timberwolves rozwiązali z nim kontrakt. 2 dni później podpisał umowę z Dallas Mavericks. 16 lipca 2015 roku podpisał nowy 4-letni kontrakt z Mavericks na sumę 16 milionów dolarów.
1 grudnia 2020 podpisał kolejną umowę z zespołem Mavericks. 10 grudnia został zwolniony.

## Osiągnięcia
Stan na 12 grudnia 2020, na podstawie, o ile nie zaznaczono inaczej.

### NCAA
- Zawodnik roku konferencji Colonial Athletic Association (CAA – 2006)[13]
- Zawodnik Roku Mid-Major (2006 przez CollegeInsider.com)
- Zaliczony do:
  - składu All-America Honorable Mention (2006 przez Associated Press)
  - I składu:
    - CAA (2006)
    - AEC (2004, 2005)
    - debiutantów AEC (2003)
    - turnieju konferencji America East (2003, 2005)

  - III składu AEC (2003)

### NBA
- Mistrz NBA (2011)[14]
- Laureat J. Walter Kennedy Citizenship Award (2018)[15]

### Inne
- Laureat Community Assist Award (2017)[16]

### Reprezentacja
Drużynowe
- Mistrz:
  - igrzysk panamerykańskich (2011)
  - Ameryki Środkowej (2008, 2010, 2016)
  - Igrzysk Ameryki Środkowej i Karaibów (2006, 2010)
  - Karaibów (2007)
  - Pucharu Marchanda (2013)
- Wicemistrz: 
  - Ameryki (2013)
  - igrzysk panamerykańskich (2007)
  - Ameryki Środkowej (2012, 2014)
  - Ameryki U–20 (2004)
- Brązowy medalista mistrzostw Ameryki (2007)
- Uczestnik:
  - mistrzostw:
    - świata (2010 – 18. miejsce, 2014 – 19. miejsce)
    - Ameryki (2007, 2011 – 4. miejsce, 2013)
    - świata U–19 (2003 – 6. miejsce)

  - Kontynentalnego Pucharu Tuto Marchanda (2007, 2011, 2013)

Indywidualne
- MVP:
  - turnieju kontynentalnego Tuto Marchanda (2013)
  - Centrobasketu (2008, 2016)
- Zaliczony do składu I składu mistrzostw:
  - Ameryki (2013)
  - Ameryki Środkowej (2016)
- Lider:
  - strzelców mistrzostw świata (2014)
  - Centrobasketu w asystach (2016)
  - mistrzostw świata U–19 w asystach (2003)